# Ніконій

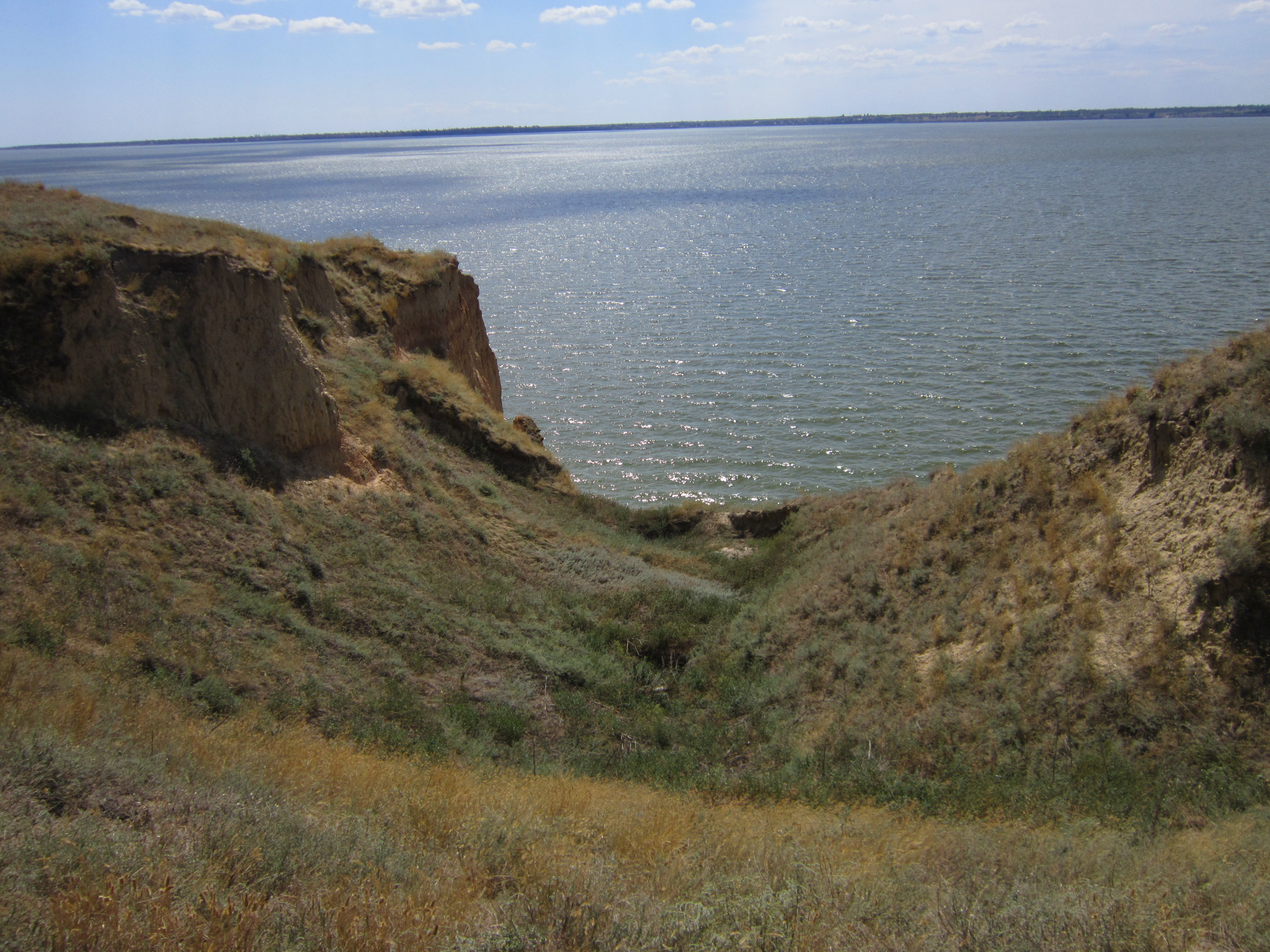
Місце знаходження городища

Ніконій (дав.-гр. Νικώνιον, лат. Niconium) — античне місто на східному березі Дністровського лиману, у межах сучасного села Роксолани (Овідіопольський район Одеської області).

## Назва
Назва міста походить, можливо, від імені його ойкіста. Розташоване воно було на лівому березі Дністровського лиману, поблизу сучасного села Роксолани.
Засноване переселенцями з Іонії в останній третині 6 століття до н. е.

## Історія

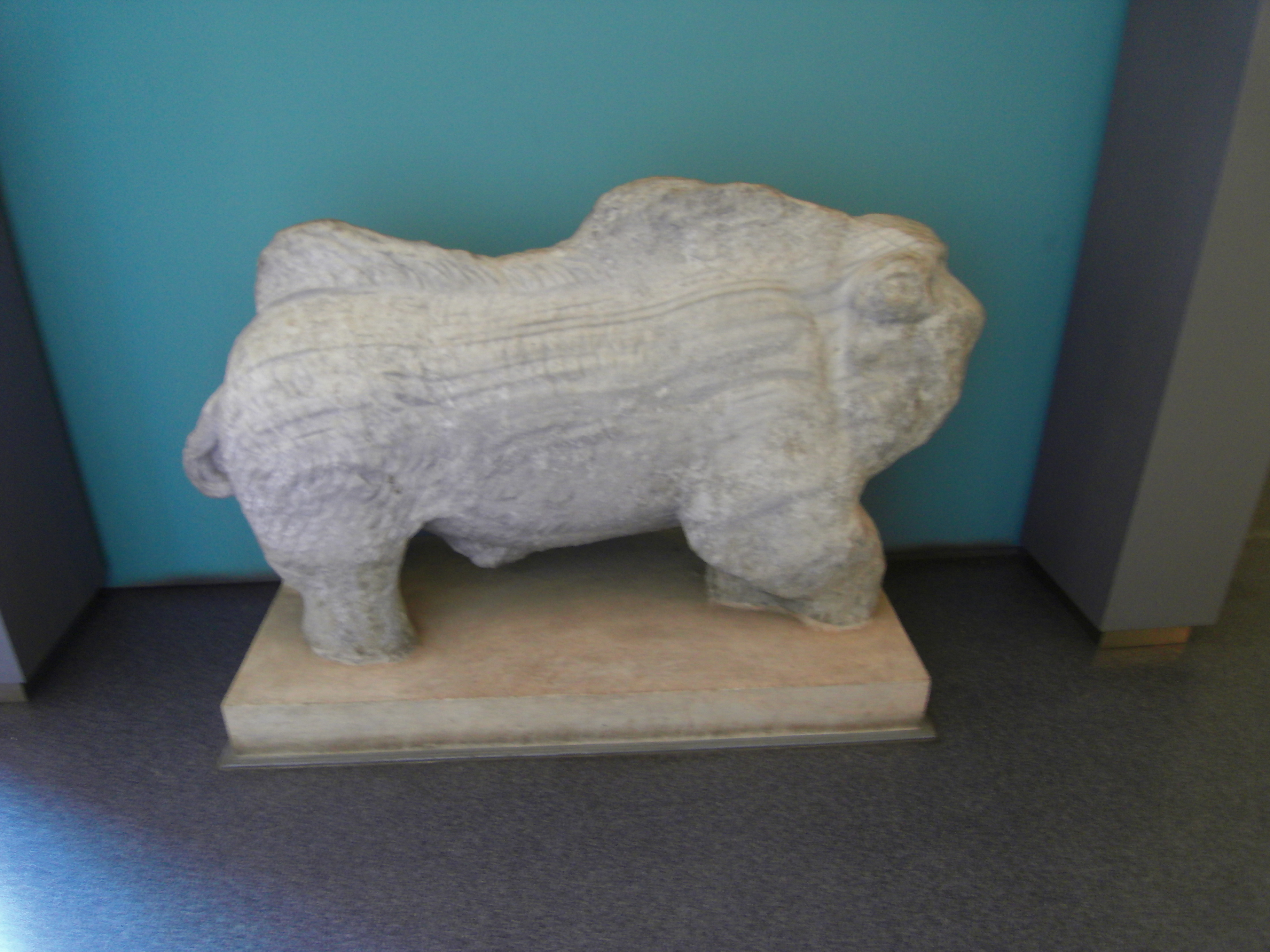
Мармуровий бик з Ніконія, Одеський археологічний музей

Ніконій являв собою невеликий поліс, що складався з власне міста і близько десятка лівобережних сільських поселень із землянковою забудовою, які згодом змінювалися будинками звичайного грецького типу. Основу економіки становило землеробство. Довгий час Ніконій перебував в економічній та політичній залежності від Істрії. Підтримував торговельні зв'язки з містами Іонії, Аттики, острівною Грецією, з Істрією, Ольвією.
На 2-у половину 5-4 століть до н. е. припадає розквіт міста, коли, зокрема, зводяться оборонні споруди. Близько 3-ї чверті 4 століття до н. е. Ніконій занепав. В 3-2 століттях до н. е. занепад посилився, а з нашестями галатів та інших варварських племен місто остаточно загинуло. Деякі дослідники пов'язують зруйнування міста з македонським полководцем Зопіріоном, соратником Александра Великого.
В 1-4 ст.ст. н. е. життя в місті відновилося. Розміри міста зросли в порівнянні з попереднім періодом, але цей період майже не досліджений.
Остаточно життя в місті припинилося в добу Великого переселення народів, наприкінці 3 — на початку 4 ст. н. е.

## Нумізматика

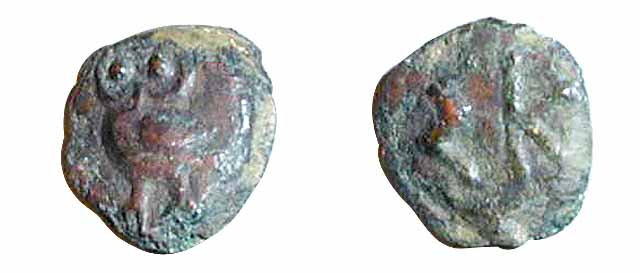
Ніконій‎ські монети

На відміну від Тіри власного монетного карбування не мав. В 6-1 ст.ст. до н. е. основним платіжним засобом на внутрішньому ринку Ніконія були істрійські мідні литі монети, проте можливо, що в 5 столітті до н. е. Ніконій вже випускав власну литу монету із зображенням сови. Збіг датування монет з часом правління скіфського царя Скіла, служать підтвердженням того, що саме ім'я Скіла вказано на монетах Ніконія.

## Фотографії

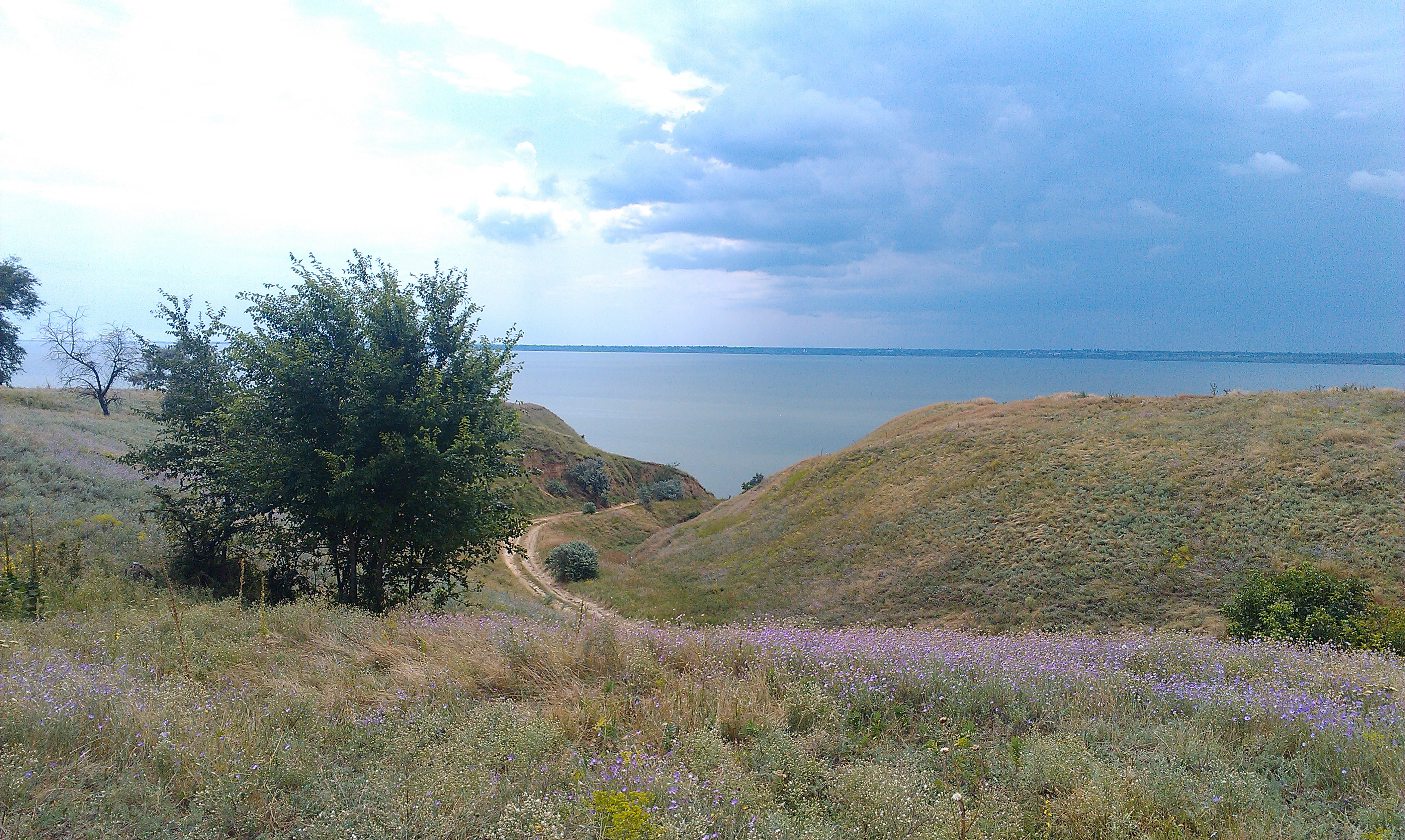
Поблизу Ніконія
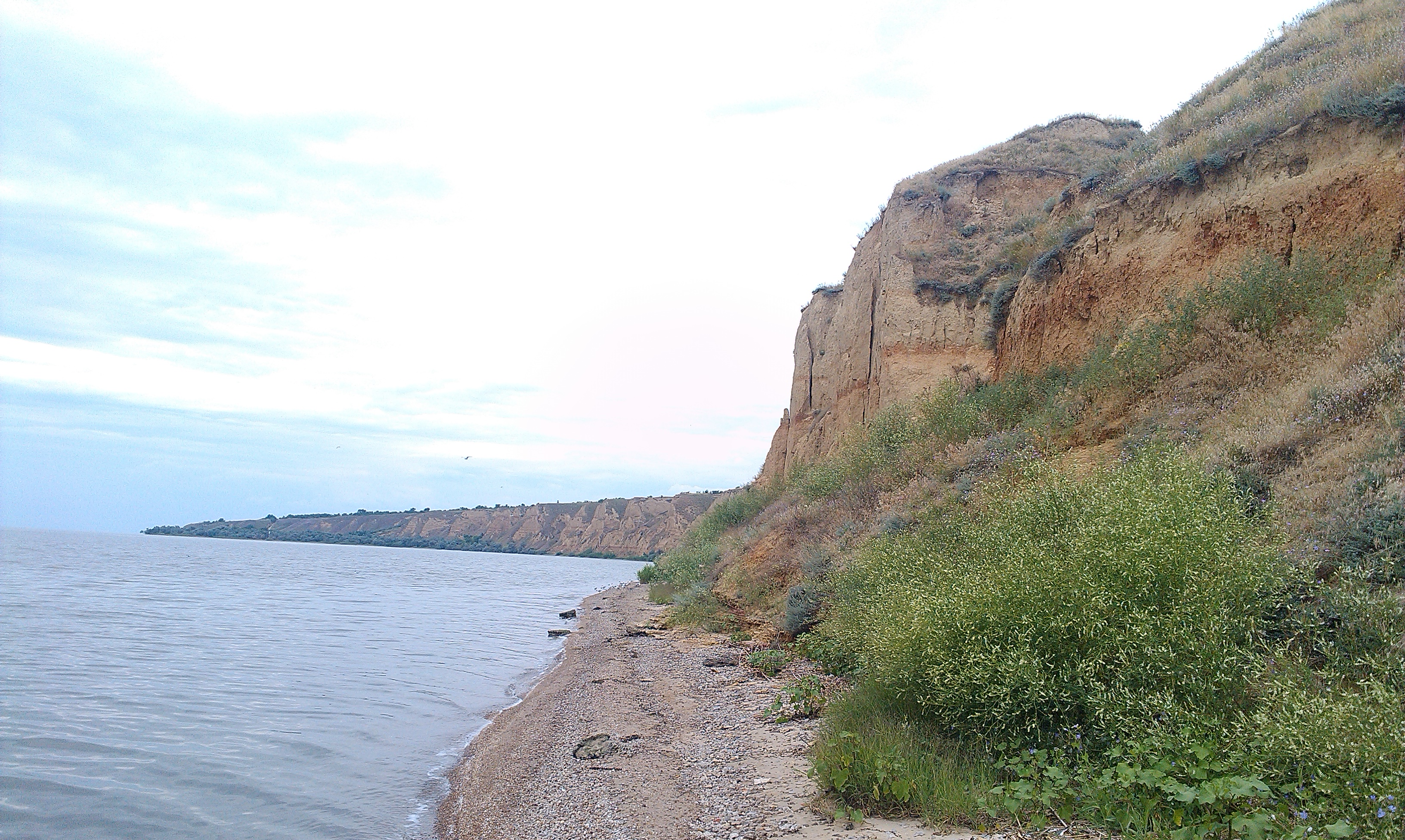
Руйнування берегової лінії
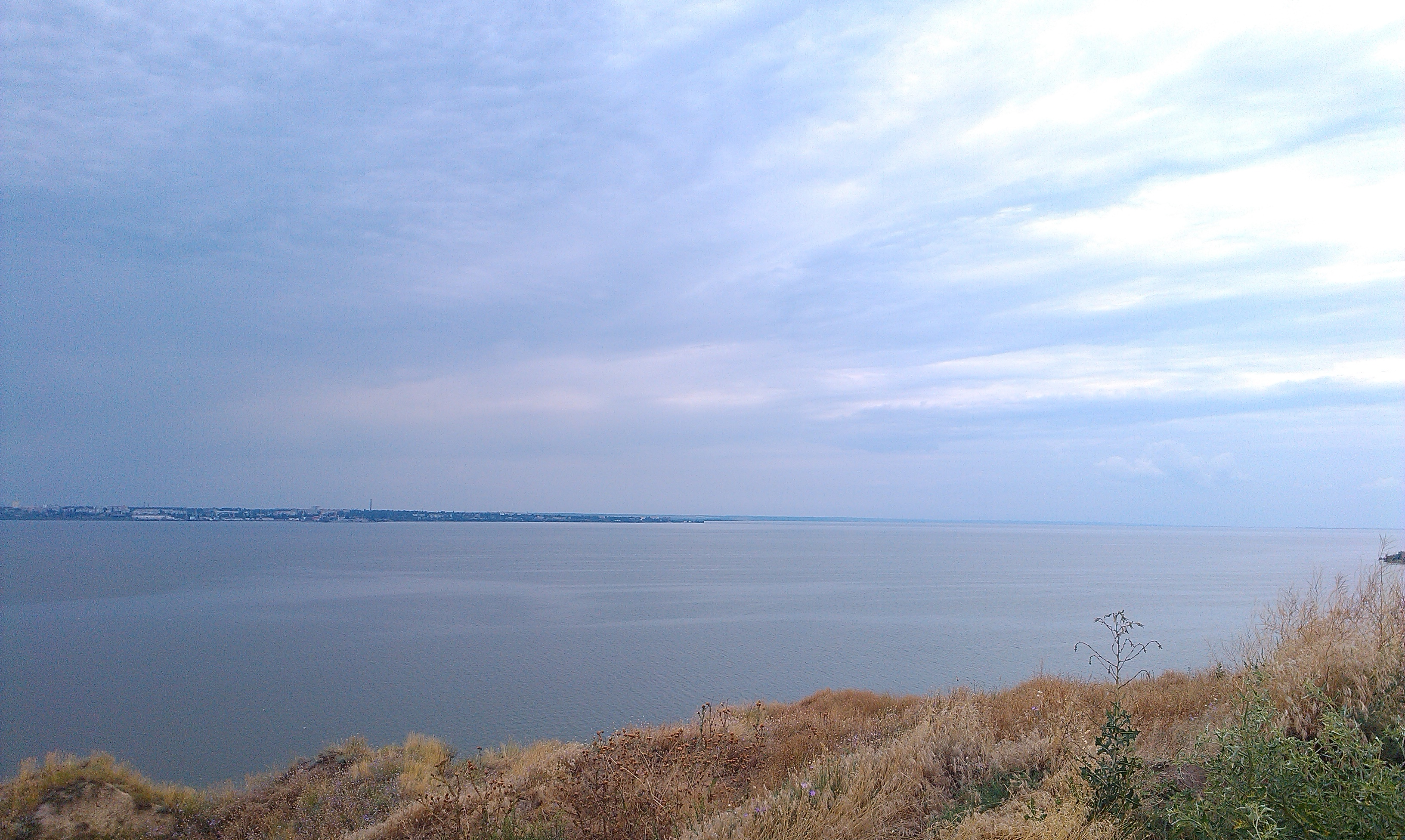
На протилежному березі - Тіра
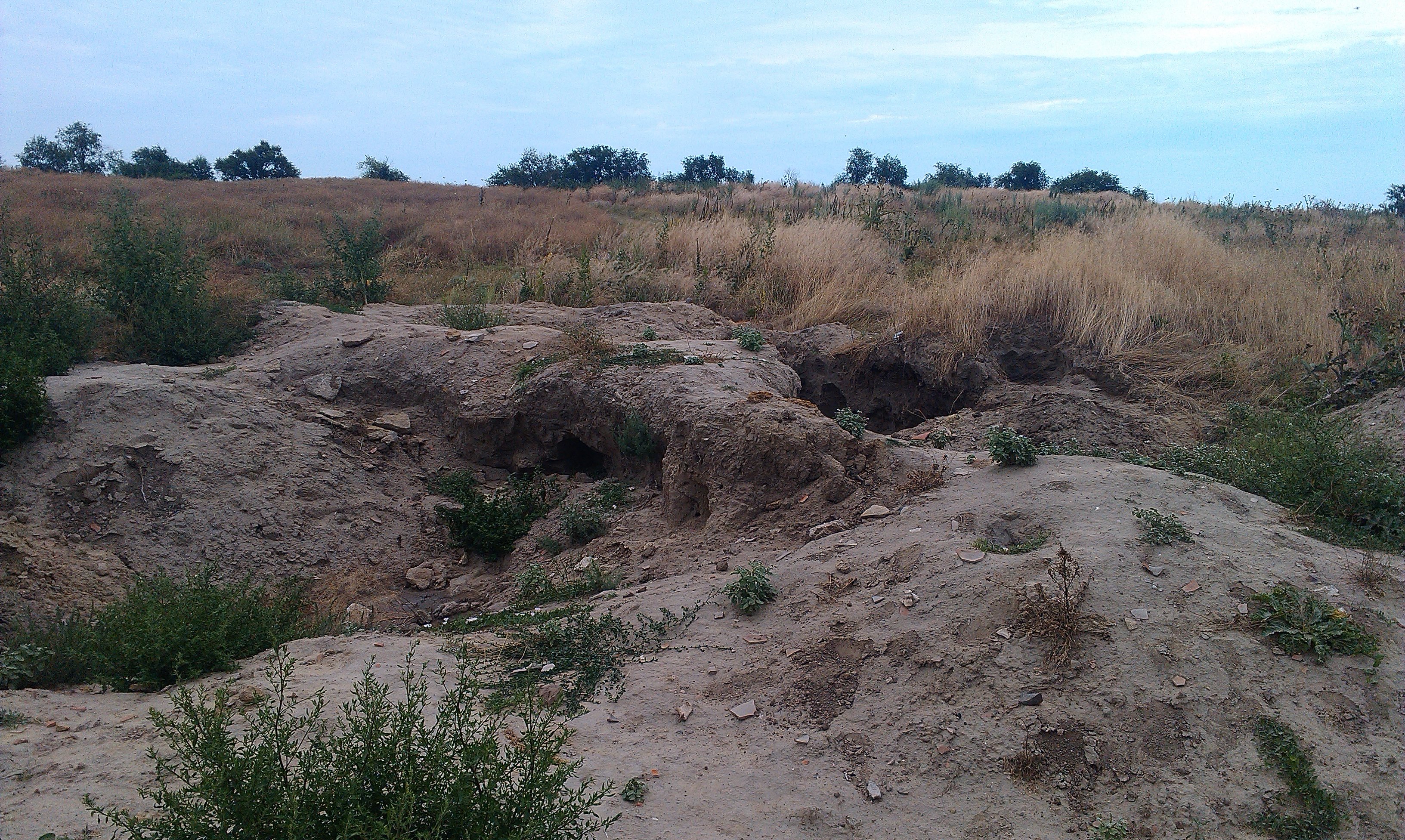
Діяльність "чорних археологів"
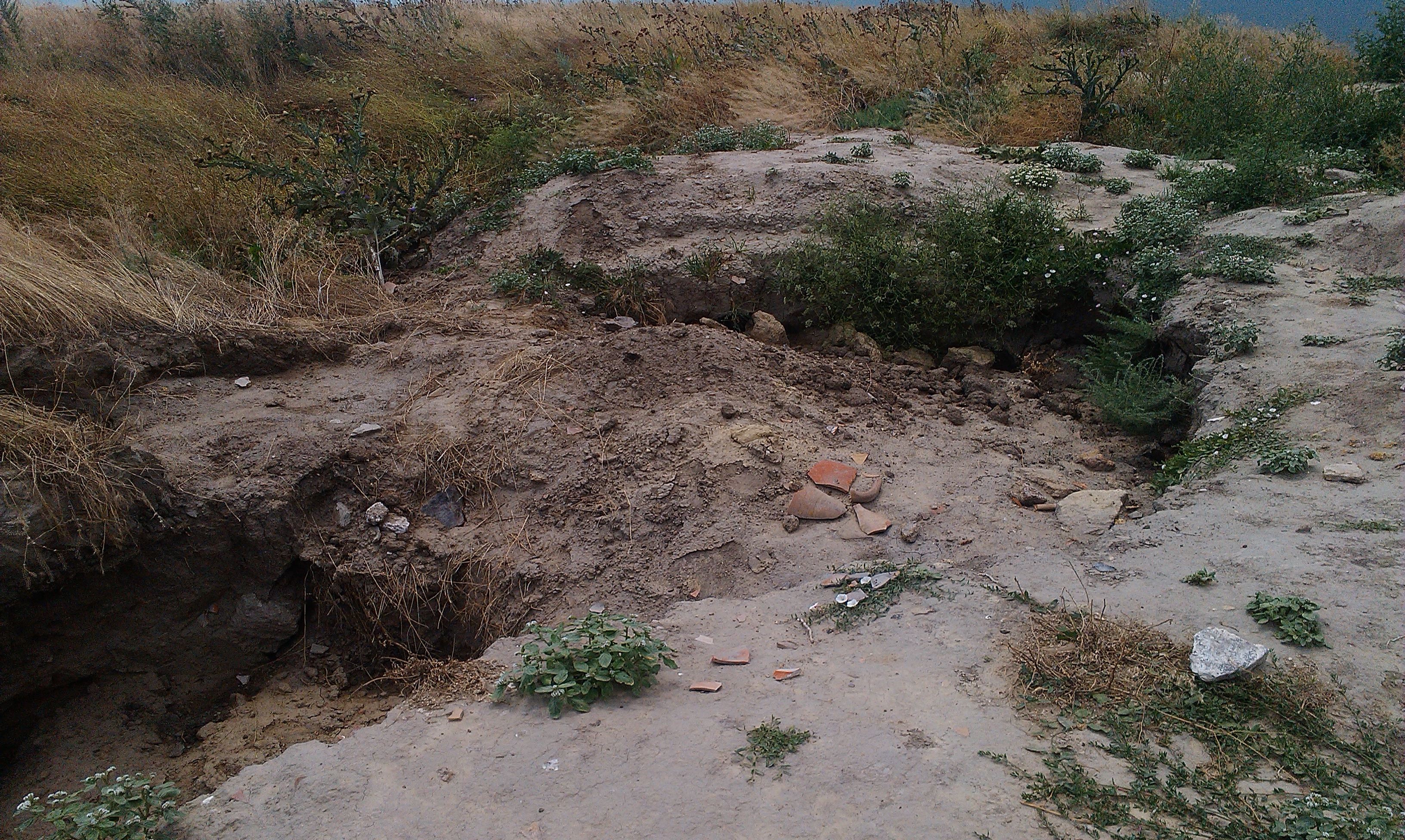
Діяльність "чорних археологів"
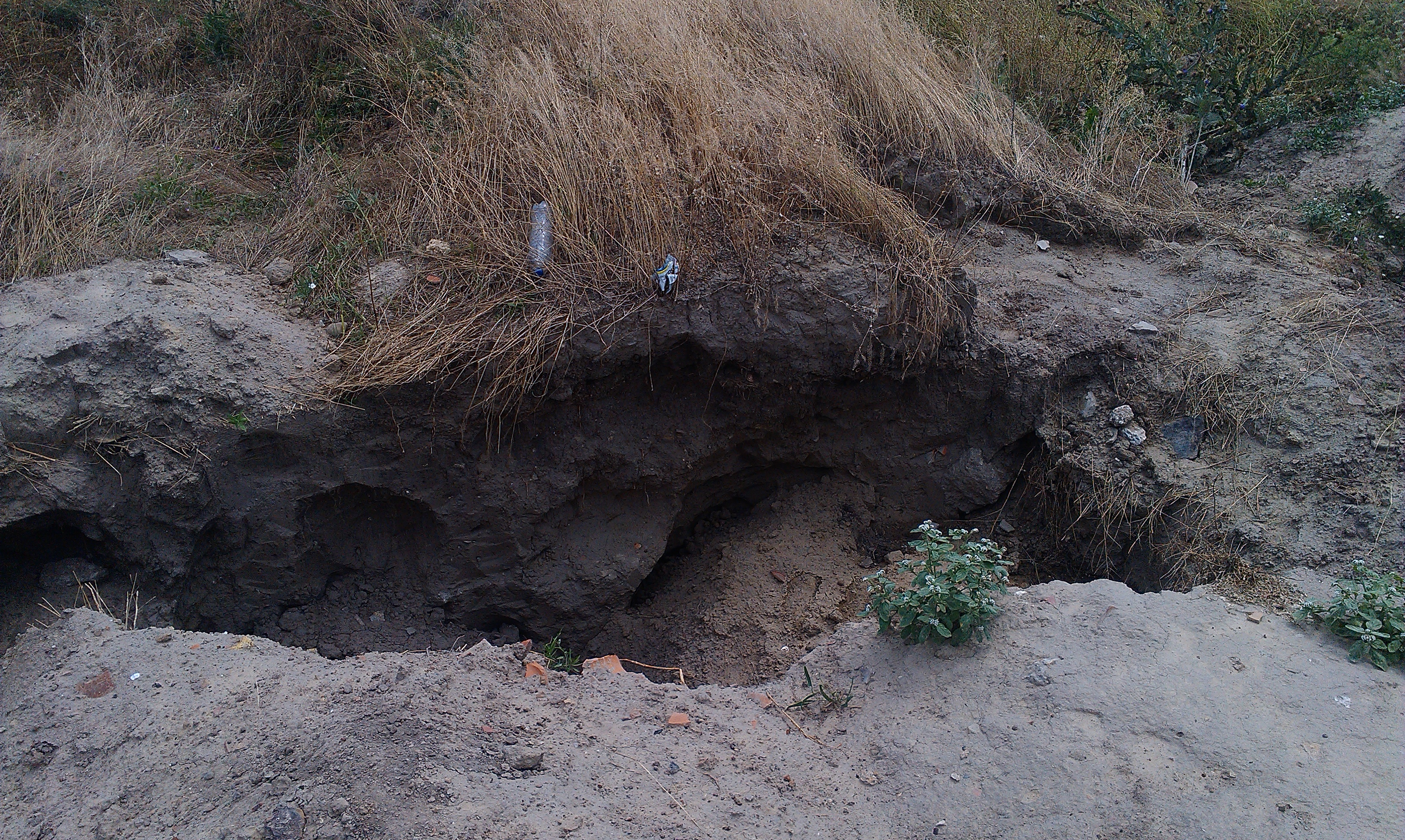
Діяльність "чорних археологів"